# 亞佛加厥 (軟體)
亞佛加厥是一個分子編輯軟體，是一款自由軟體，被設計用於計算化學，分子建模，生物化學，材料科學， 以及相關領域的跨平台軟體。並且提供添加插件，附加元件或外掛程式的功能。其名稱是以義大利化學家亞佛加厥命名的。

## 特點

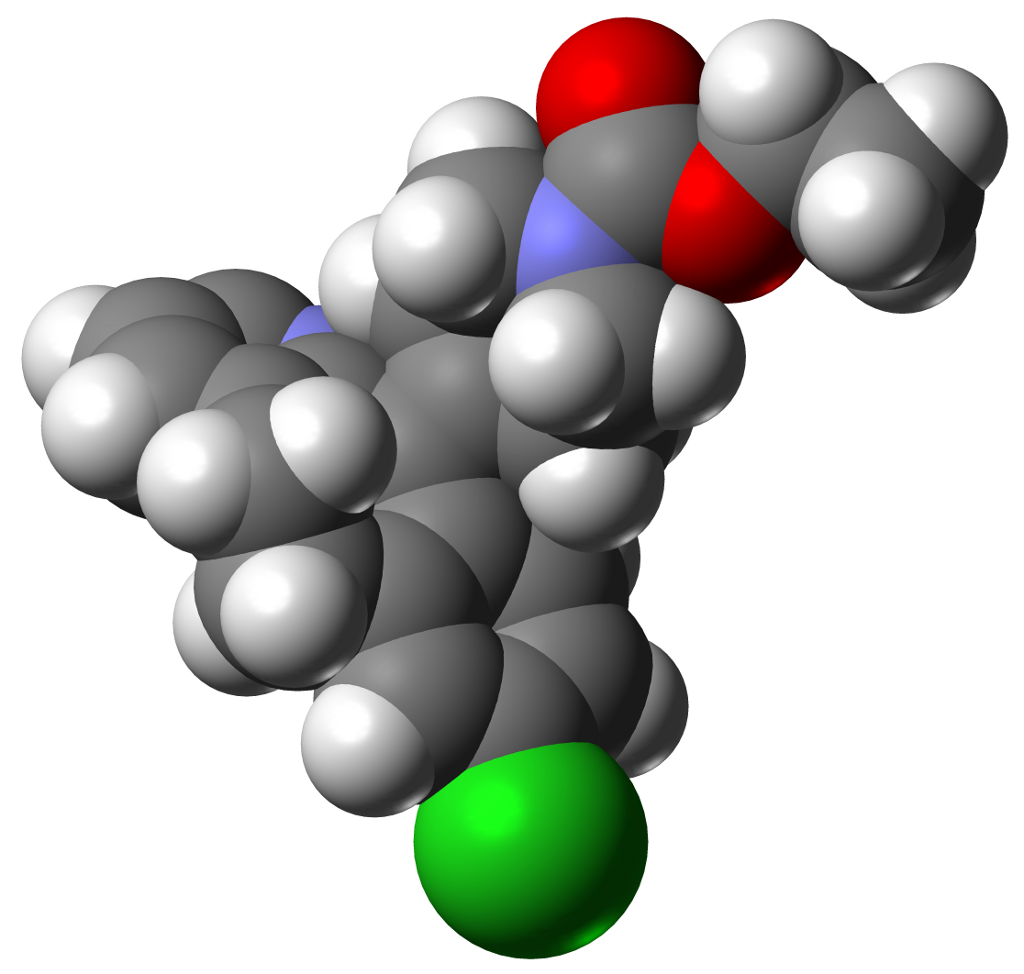
使用Avogadro繪製氯雷他定的空間填充模型。

- 分子構造/編輯器可在Windows， Linux和Mac OS X三種平台上運作。
- 所有的源代碼皆發佈於GNU GPL（Avogadro 2則改用3句版BSD许可证授權）。
- 支援多國語言，目前有翻譯成中文、法語、德語、意大利語、俄語和西班牙語（預設語言為英文）。
- 支持多線程渲染和計算。
- 插件架構的開發，包括渲染、交互式工具、命令、和Python腳本。
- 能openbabel導入文件，輸入生成多種計算化學程序產生的封包、晶體和生物分子。

## 歷史
2007年5月17日發表了Avogadro，為第一次正式公測，也是該軟體首個發佈的版本，0.1.0版，截至2009年6月，已發布到0.9.8版，當時就已經包含了很完整的功能。
2009年6月12日，Avogadro被開源發表於Qt。6月23日，Avogadro榮獲SourceForge社區選 擇獎“院士項目”的獎項。10月23日，Avogadro改版並發布1.0正式版，並使用GNU GPLv2條款。目前最新版本是1.1.1。
2013年4月11日，Avogadro專案釋出Avogadro 2的首個測試版本，其成為Open Chemistry軟體套裝的一部份，與其他兩個軟體可以一起使用，也能分開執行，使用Qt4重新編寫代碼，並加入了一系列的新功能，且改為使用3句版的BSD许可证授權。

## 功能
基本功能為分子編輯，創建及構造，並可選擇週期表上任意元素，透過更改元素資料庫，甚至能添加一些新的元素，如:電子偶素與渺子偶素。另外，程式附有自動加上氫功能，能依據酸鹼值添加氫原子，並附有分子結構最適化功能，能依據價電子排斥理論或分子軌域理論進行計算分子結構。
令外有額外的分子力學、生物化學、光譜學等功能，但是要先自行準備數據庫方可使用。
程式有內附測量功能，可測得鍵角與鍵長等分子物理量，並且能找出其分子的所有異構物。

### 缺點
由於資料庫資料有限，因此作出的分子結構會與實際值有所誤差，因此，使用軟體作出的一些數據僅供參考，應以實際實驗為主，軟體僅作為輔助功用。

## 例子

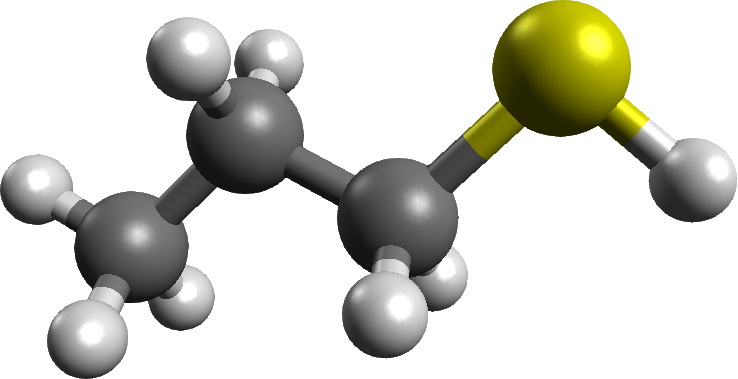
正丙硫醇的球棒模型

例如要製作一個丙硫醇，只需現任意將三個碳連接起來，在使用內附的加上氫功能，然後在任意碳上接一個硫，最後再使用分子結構最適化，程序會依據分子力學、元素資料、電負度、孤對電子數等資訊用不同的模型計算出最接近真實的分子結構。
| 三個碳 | 三個碳加上氫 | 分子結構最適化 |
|        |              |                |

## 外部連結
- Avogadro home page（页面存档备份，存于）